# 대한민국 민법 제203조
대한민국 민법 제203조는 점유자의 상환청구권에 대한 민법조문이다.

## 조문
제203조(점유자의 상환청구권) ① 점유자가 점유물을 반환할 때에는 회복자에 대하여 점유물을 보존하기 위하여 지출한 금액 기타 필요비의 상환을 청구할 수 있다. 그러나 점유자가 과실을 취득한 경우에는 통상의 필요비는 청구하지 못한다.

② 점유자가 점유물을 개량하기 위하여 지출한 금액 기타 유익비에 관하여는 그 가액의 증가가 현존한 경우에 한하여 회복자의 선택에 좇아 그 지출금액이나 증가액의 상환을 청구할 수 있다.

③ 전항의 경우에 법원은 회복자의 청구에 의하여 상당한 상환기간을 허여할 수 있다.

第203條(占有者의 償還請求權) ① 占有者가 占有物을 返還할 때에는 回復者에 對하여 占有物을 保存하기 爲하여 支出한 金額 其他 必要費의 償還을 請求할 수 있다. 그러나 占有者가 果實을 取得한 境遇에는 通常의 必要費는 請求하지 못한다.

②占有者가 占有物을 改良하기 爲하여 支出한 金額 其他 有益費에 關하여는 그 價額의 增加가 現存한 境遇에 限하여 回復者의 選擇에 좇아 그 支出金額이나 增加額의 償還을 請求할 수 있다.

③前項의 境遇에 法院은 回復者의 請求에 依하여 相當한 償還期間을 許與할 수 있다.

## 사례
乙은 丙과 매매계약을 체결하고 매매대금 1억 원을 지급받은 다음 丙에게 X 토지에 관한 소유권이전등기를 마쳐주고 X 토지를 인도하였다. 丙이 X 토지의 객관적 가치를 높이기 위하여 비용을 지출하였고 그 이익이 현존하는 경우, 민법 제203조 제2항에 의하여 유익비상환을 청구할 수 있다.

## 판례
- 점유자가 점유물을 이용한 경우에는 본조 1항 후단 규정의 정신에 비추어 점유자는 회복자에 대하여 통상의 필요비를 청구하지 못한다[2]
- 기계의 점유자가 그 기계장치를 계속 사용함에 따라 마모되거나 손상된 부품은 교체하거나 수리하는 데에 소요된 비용은 통상의 필요비에 해당한다[3]

## 같이 보기
- 유치권
- 유익비
- 필요비
- 사무관리
- 비용상환청구권

## 참고문헌
- 백태승 ( Tae Seung Paik ). "김상용 교수 정년 기념 민법 제201조~제203조 점유자,회복자 관계와 부당이득반환청구권과의 관계." 법학연구 25.1 (2015): 29-66.